# Colias myrmidone
Colias myrmidone är en fjärilsart som först beskrevs av Eugen Johann Christoph Esper 1781.  Colias myrmidone ingår i släktet Colias och familjen vitfjärilar. Inga underarter finns listade i Catalogue of Life.

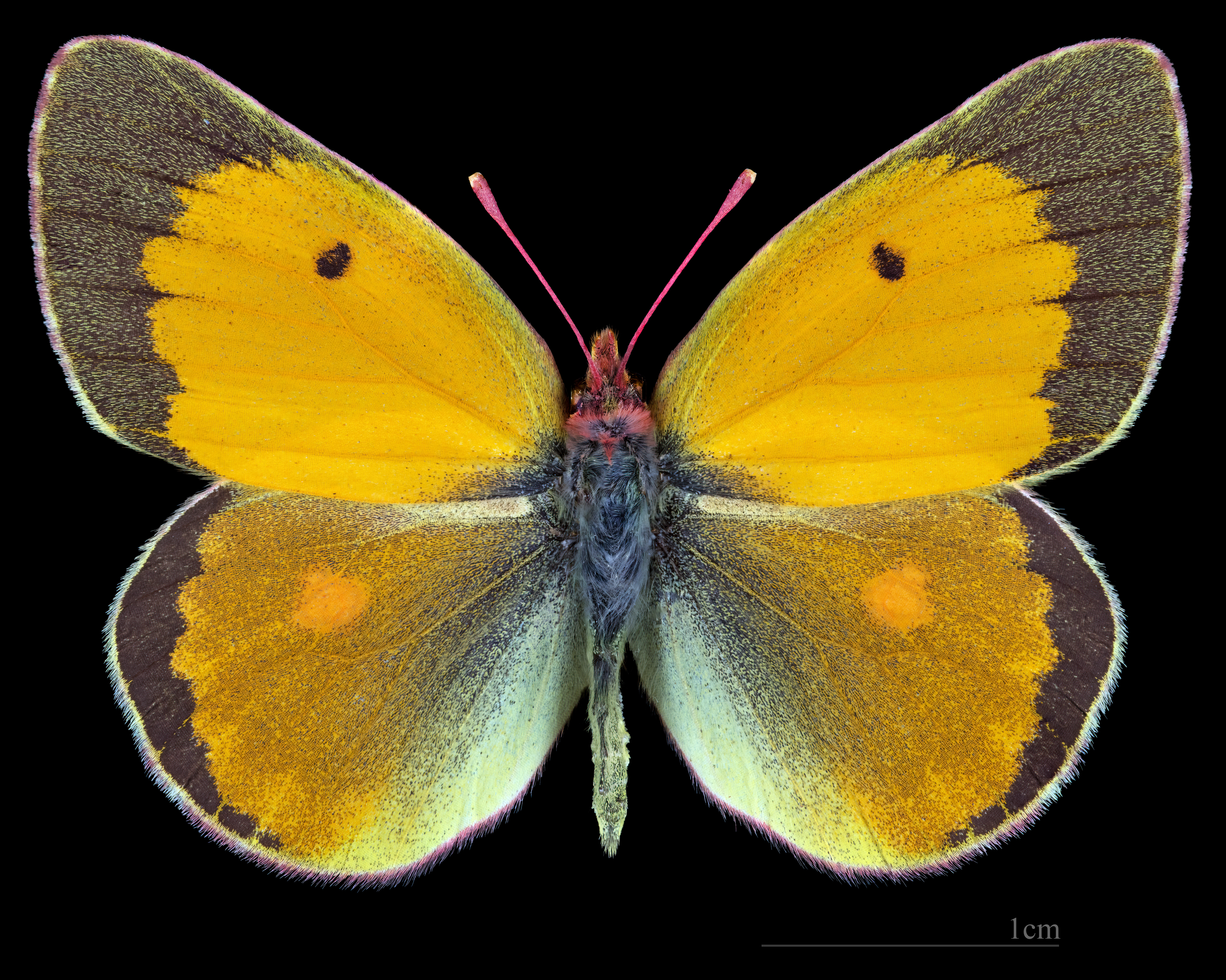
Colias myrmidone myrmidone  ♂
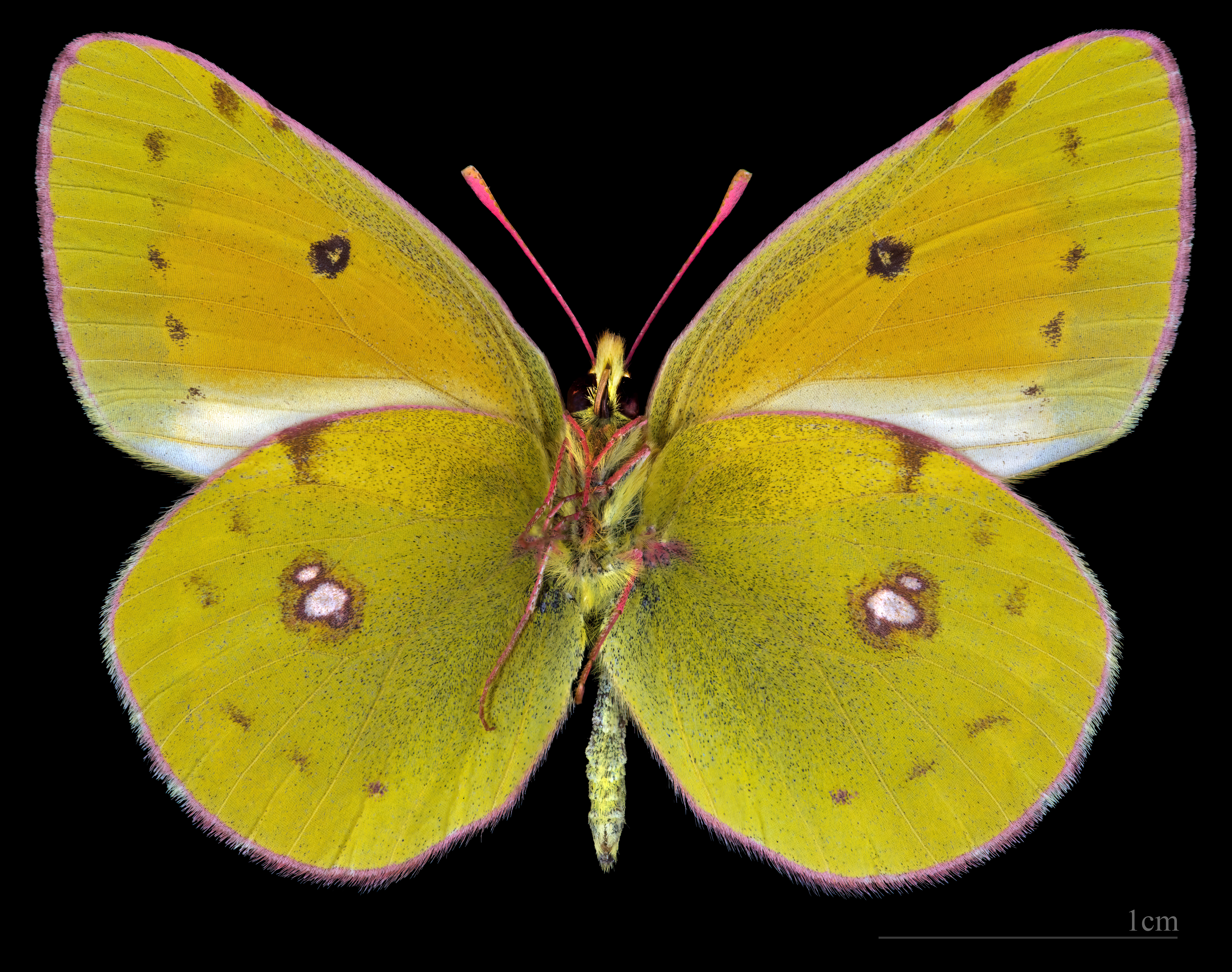
Colias myrmidone myrmidone  ♂   △
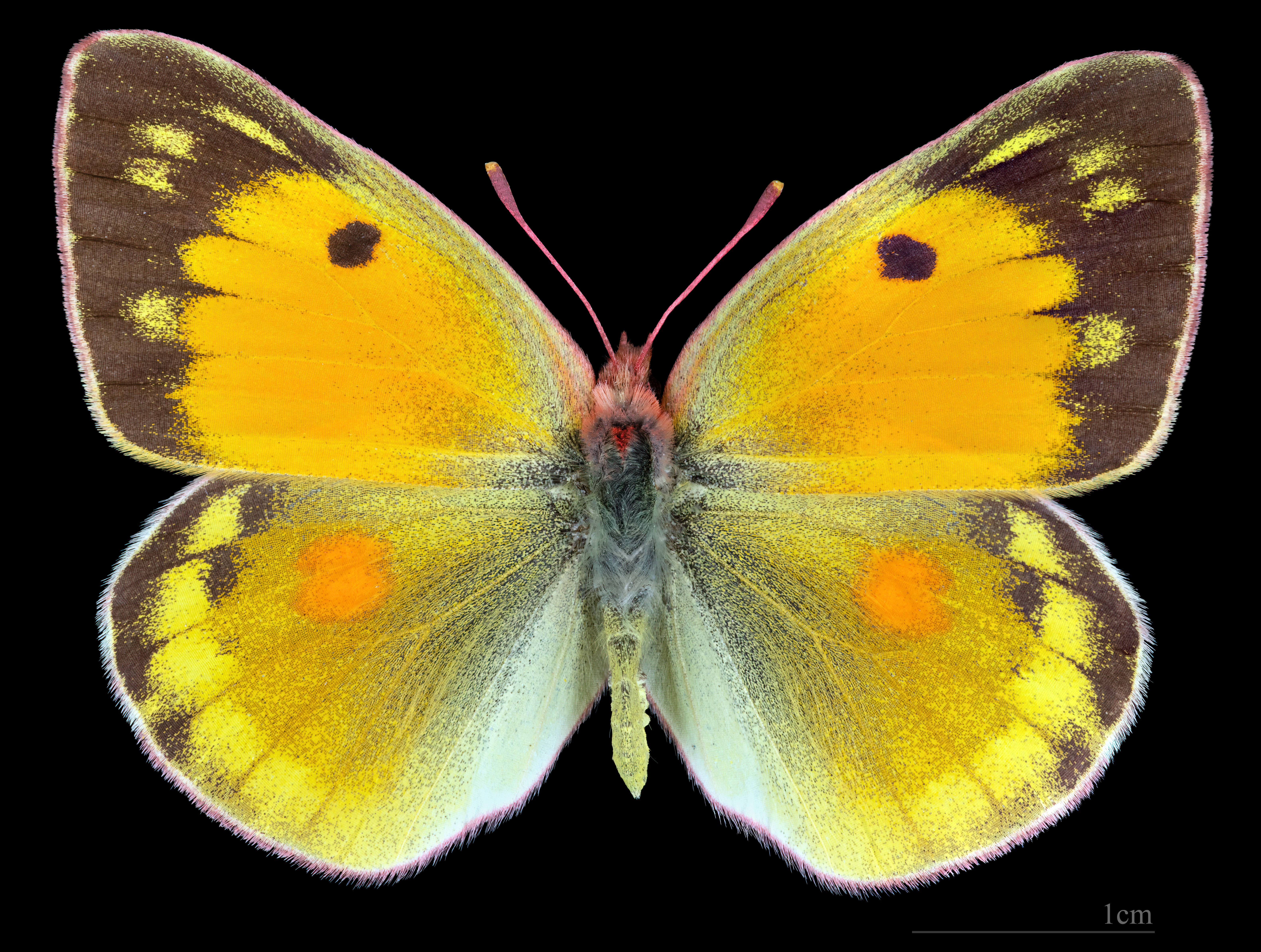
Colias myrmidone ♀
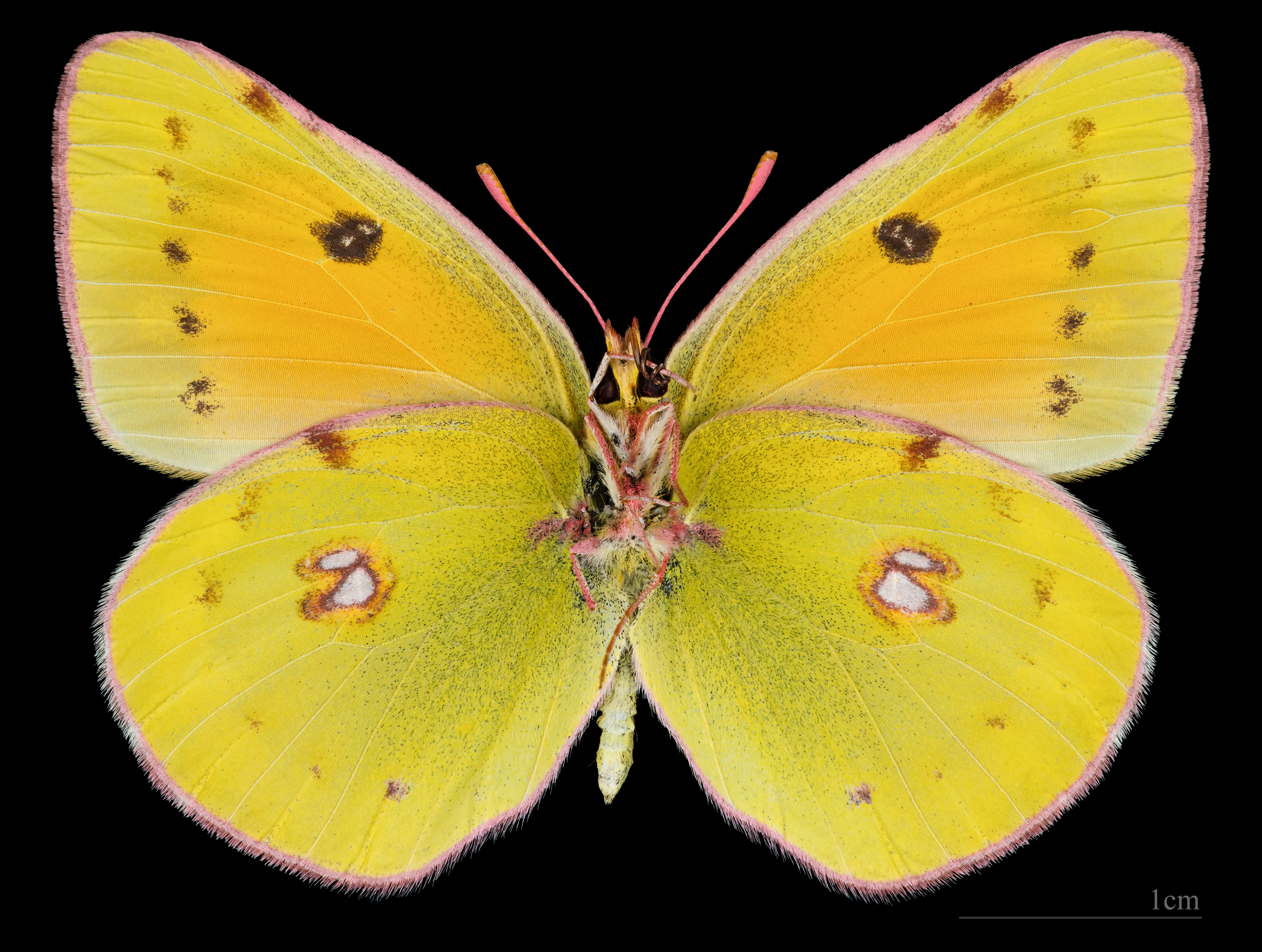
Colias myrmidone ♀ △

## Bildgalleri

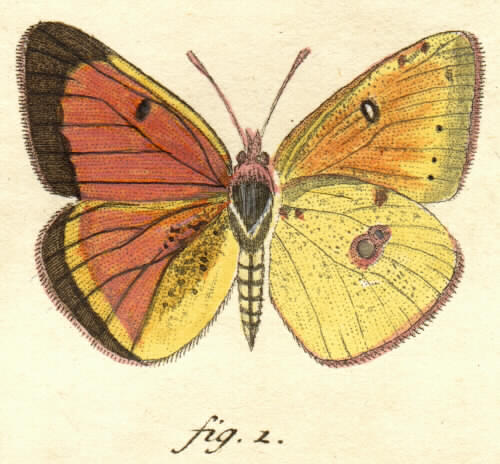